# Bentonville (Arkansas)
Bentonville is een plaats (city) in het uiterste noordwesten van de Amerikaanse staat Arkansas, en valt bestuurlijk gezien onder Benton County. 

## Bijzonderheden
Het hoofdkantoor van de winkelketen Walmart is hier gevestigd. Het succes van deze onderneming, de grootste supermarktketen van de Verenigde Staten, heeft een snelle groei van de stad teweeggebracht. Ook de winkel Walton's 5 and Dime, waar het Walmart-bedrijfsmuseum naast is gevestigd, staat te Bentonville.

### Crystal Bridges Museum
Het Wal-Mart-concern en zijn kapitaalkrachtige directieleden hebben in de stad in 2011 ook een belangrijk kunstmuseum gesticht. Dit Crystal Bridges Museum of American Art, dat is gebouwd naar ontwerp van de Israëlische architect Moshe Safdie, bezit o.a. een Maman, een groot bronzen beeldhouwwerk, dat een spin voorstelt. Het is een werk van de Frans-Amerikaanse kunstenares Louise Bourgeois. Het museum is door een fraai wandelpad met het stadscentrum verbonden.
Tot de collectie schilderijen e.d. van het museum behoort werk van vooral Amerikaanse kunstenaars uit de periode 1800- 21e eeuw. Er is werk te zien van Thomas Cole, Thomas Eakins, Albert Bierstadt, Roy Lichtenstein, Andy Warhol, Jackson Pollock,  Georgia O'Keeffe, Mark Rothko, Maxfield Parrish, Josef Albers en vele anderen.
De collectie beeldhouwkunst omvat o.a. werk van Louise Bourgeois (een Maman-spin), Vanessa German, Mark di Suvero en James Turrell.
Het museum heeft in 2020 in een voormalige fabriek op 1½ km afstand van het hoofdgebouw een dependance geopend, met de naam The Momentary, voor onder meer hedendaagse design-, kook- en muziekkunst. Curator werd de in 1971 te Hasselt (Limburg)  geboren Belg Lieven Bertels.
Het monumentale, door Frank Lloyd Wright ontworpen Bachman-Wilson House,  gebouwd in 1954, dat door een overstroming was beschadigd, is in 2014 door het museum aangekocht, gedemonteerd en op het terrein van het museum in zo origineel mogelijke staat herbouwd. 

## Demografie
Blijkens gegevens uit de Amerikaanse volkstelling 2020 had Bentonville op dat moment 54.164 inwoners, 53% meer dan bij de volkstelling van 2010. Het is de kern van een snel groeiende agglomeratie met 546.725 inwoners. Dit laatste cijfer is eveneens aan de volkstelling van 2020 ontleend. 
Bij de volkstelling in 2000 was het aantal inwoners vastgesteld op 19.730.
In 2006 is het aantal inwoners door het United States Census Bureau geschat op 32.049.

## Geografie
Volgens het United States Census Bureau beslaat de plaats een oppervlakte van
55,0 km², geheel bestaande uit land.

## Geschiedenis
De locatie van het stadje was tot plm. 1837 jachtgebied van de Osage-indianen. De dodenmars Trail of Tears (1838) van het Cherokee-volk deed ook het huidige Bentonville aan. Een eerste nederzetting van blanken werd tijdens de Amerikaanse Burgeroorlog platgebrand. De eerste huizen van het huidige stadje dateren van 1873.

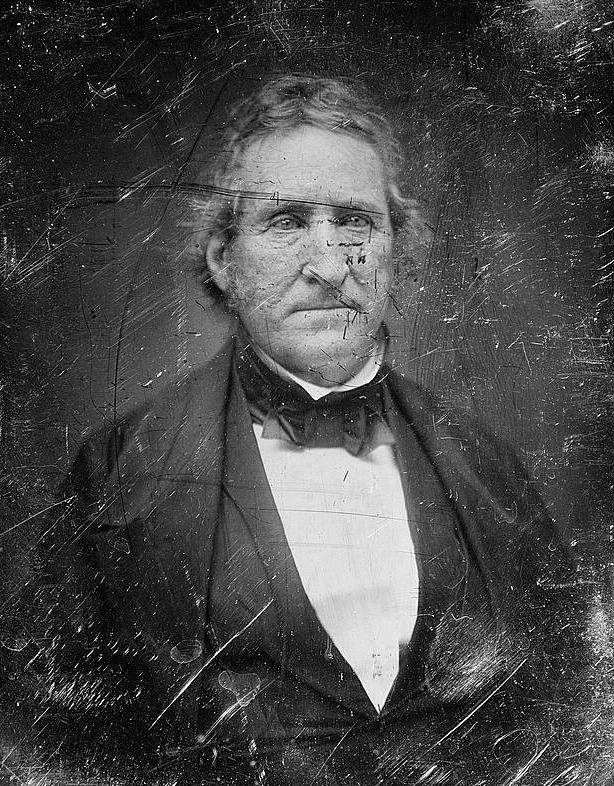
Thomas Hart Benton

Bentonville ligt in Benton County, een van de zeven Amerikaanse counties, die genoemd zijn naar de Amerikaanse politicus Thomas Hart Benton (geb. 14 maart 1782; overl. 10 april 1858), die o.a. senator voor Missouri is geweest.
In het begin van de 20e eeuw was Bentonville een centrum van de teelt van appels en later de fok van pluimvee.
In 1951 richtte de zakenman Sam Walton de winkel Walton’s 5 and 10 Variety Store op, het begin van het WalMart-supermarktconcern.

## Afbeeldingen

### Crystal Bridges Museum

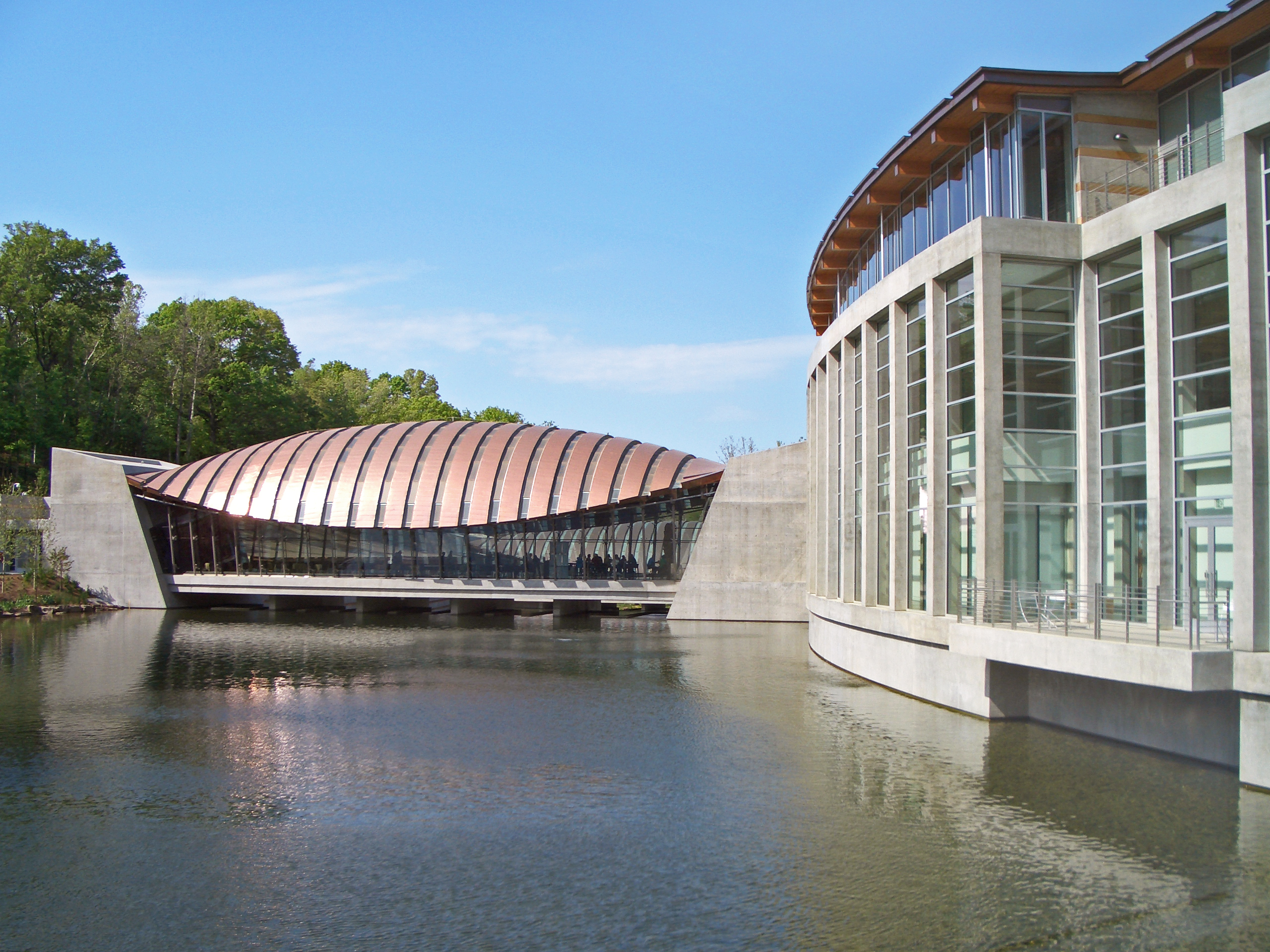
Crystal Bridges Museum
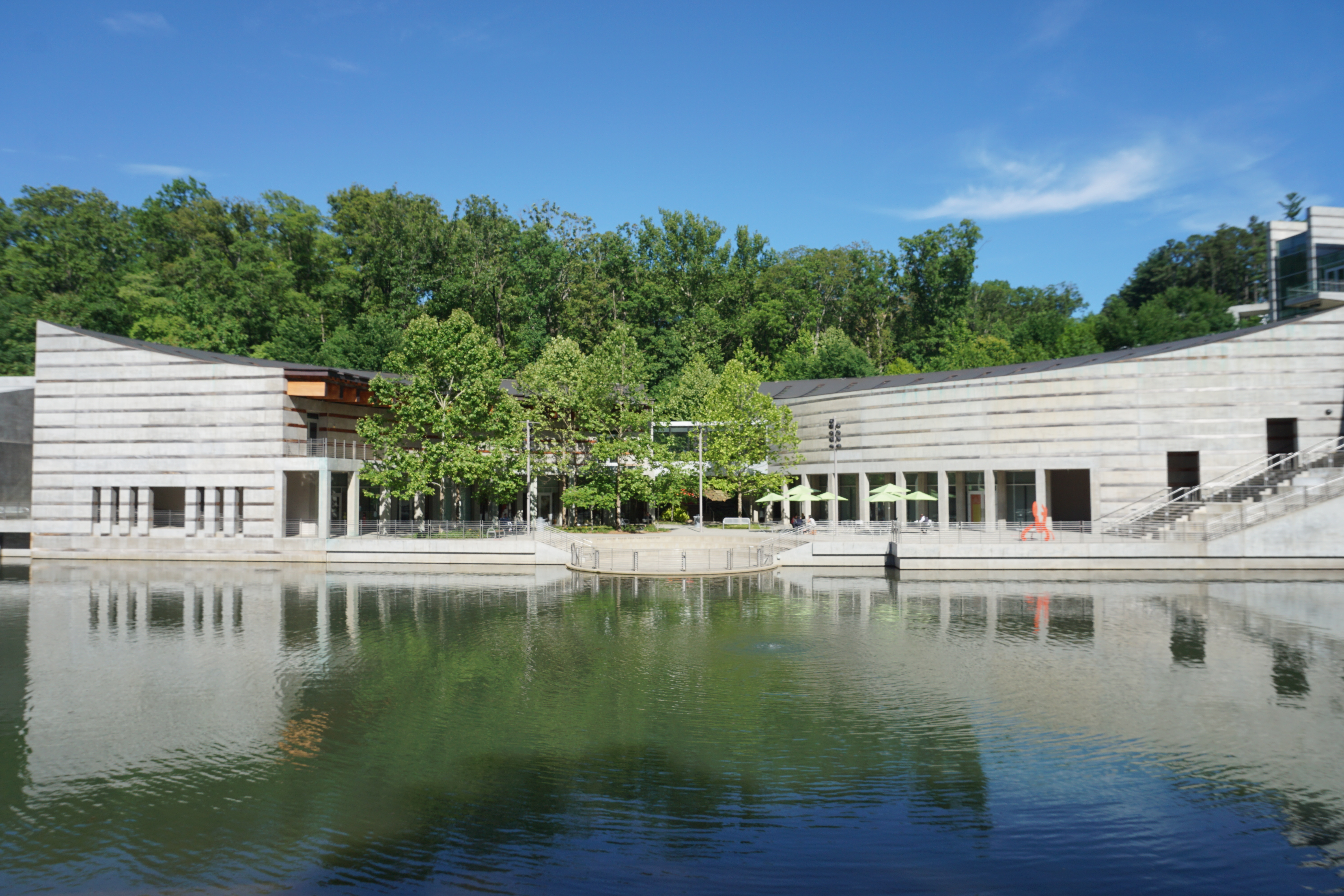
Vijver, terras van dit museum
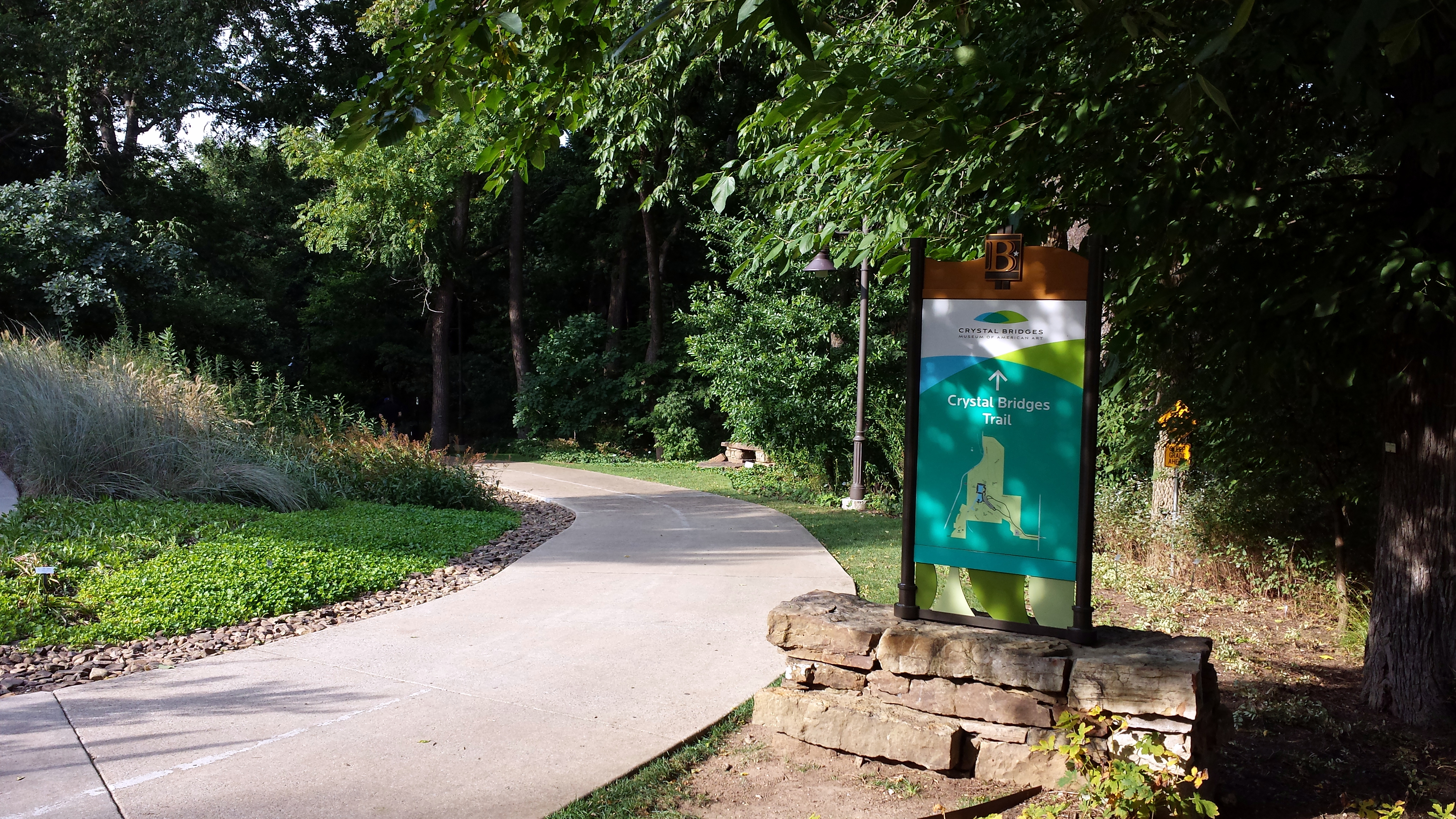
Begin wandelpad Crystal Bridges Trail naar het kunstmuseum
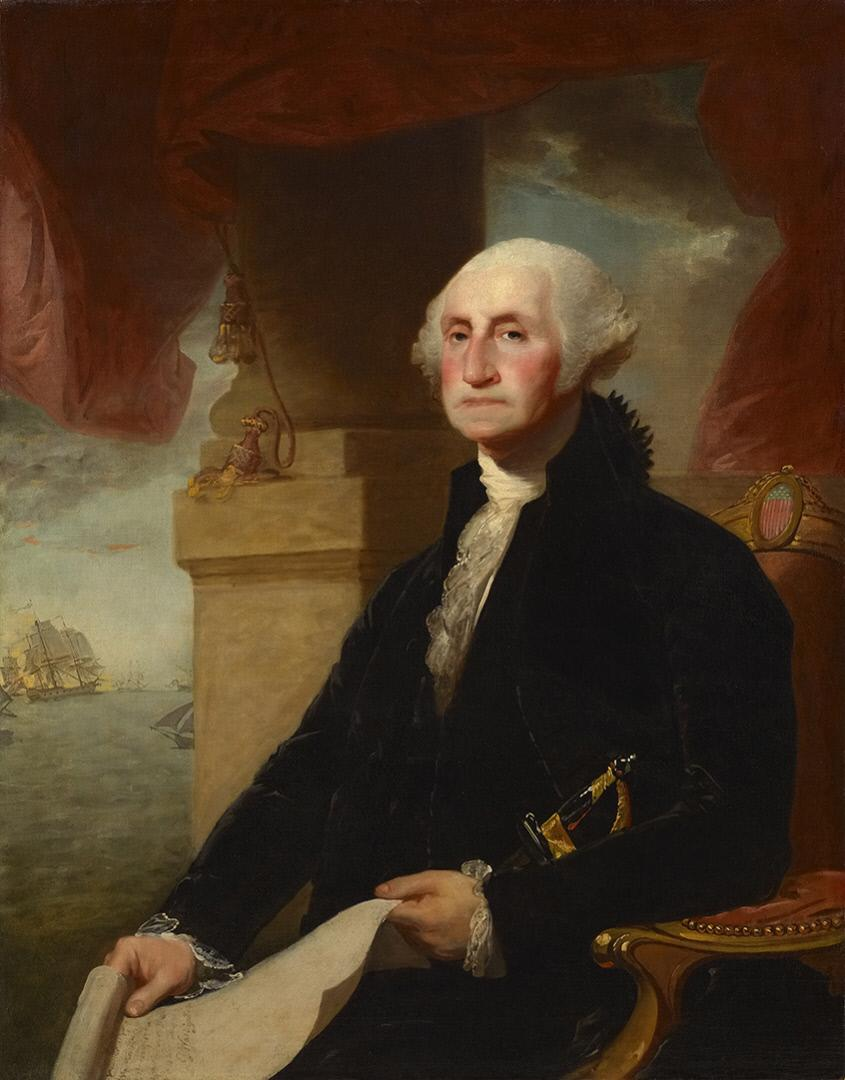
George Stuart, portret van George Washington (1797)
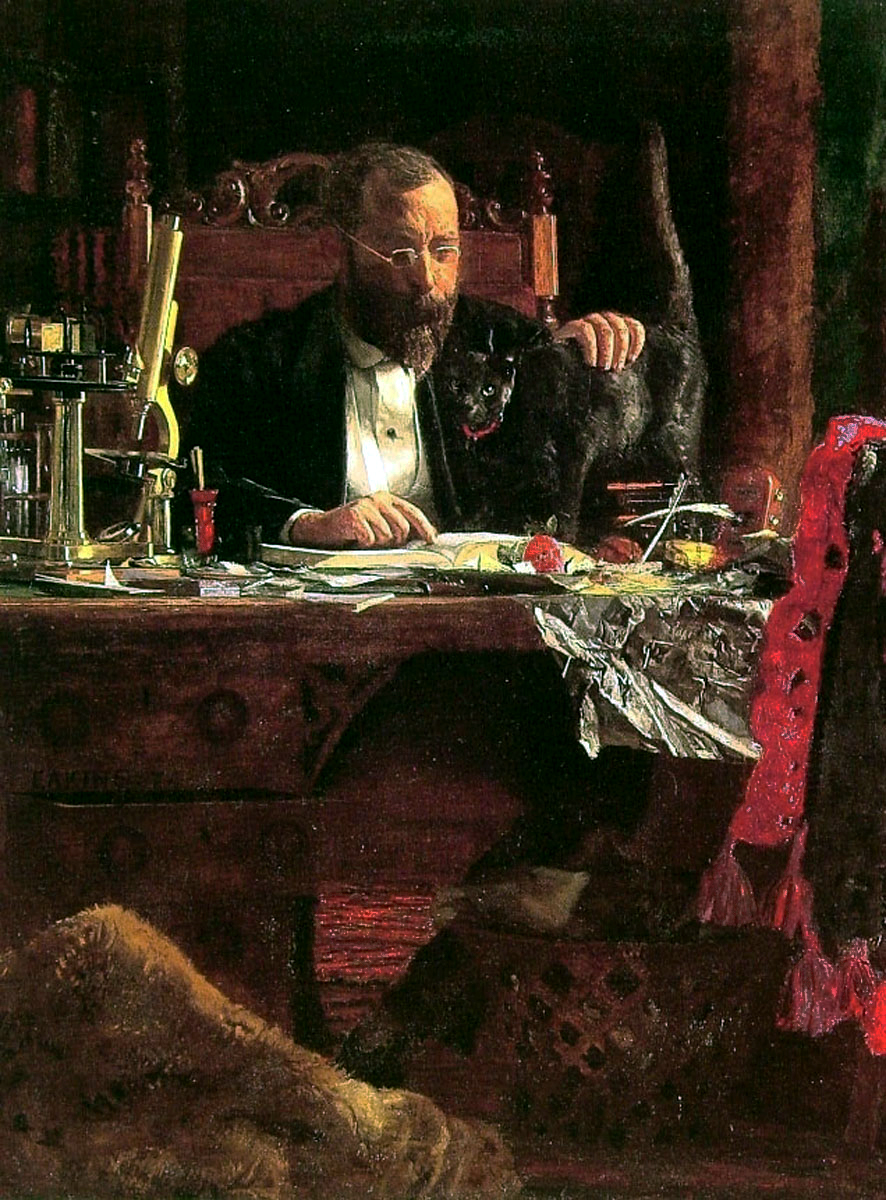
Thomas Eakins, portret van prof. Benjamin Rand (1874)
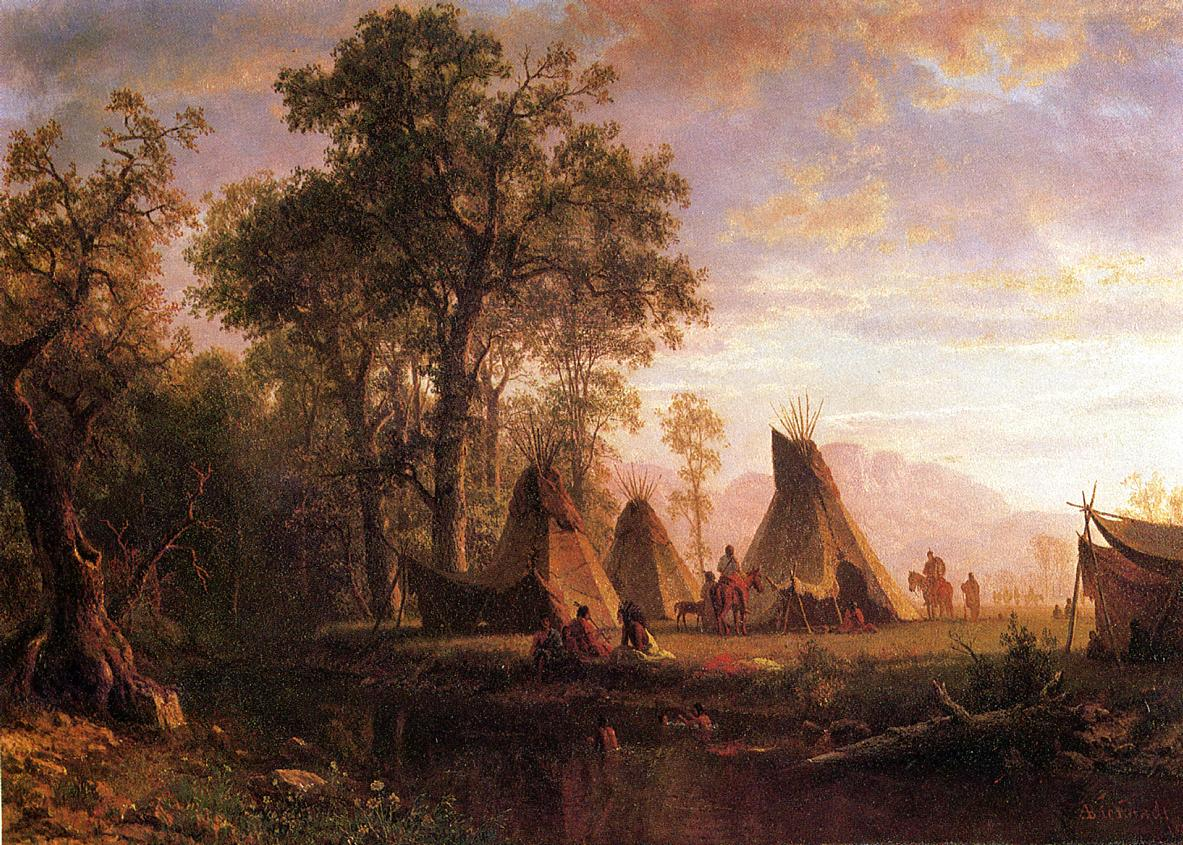
Albert Bierstadt, Indianenkamp in de namiddag, 1878
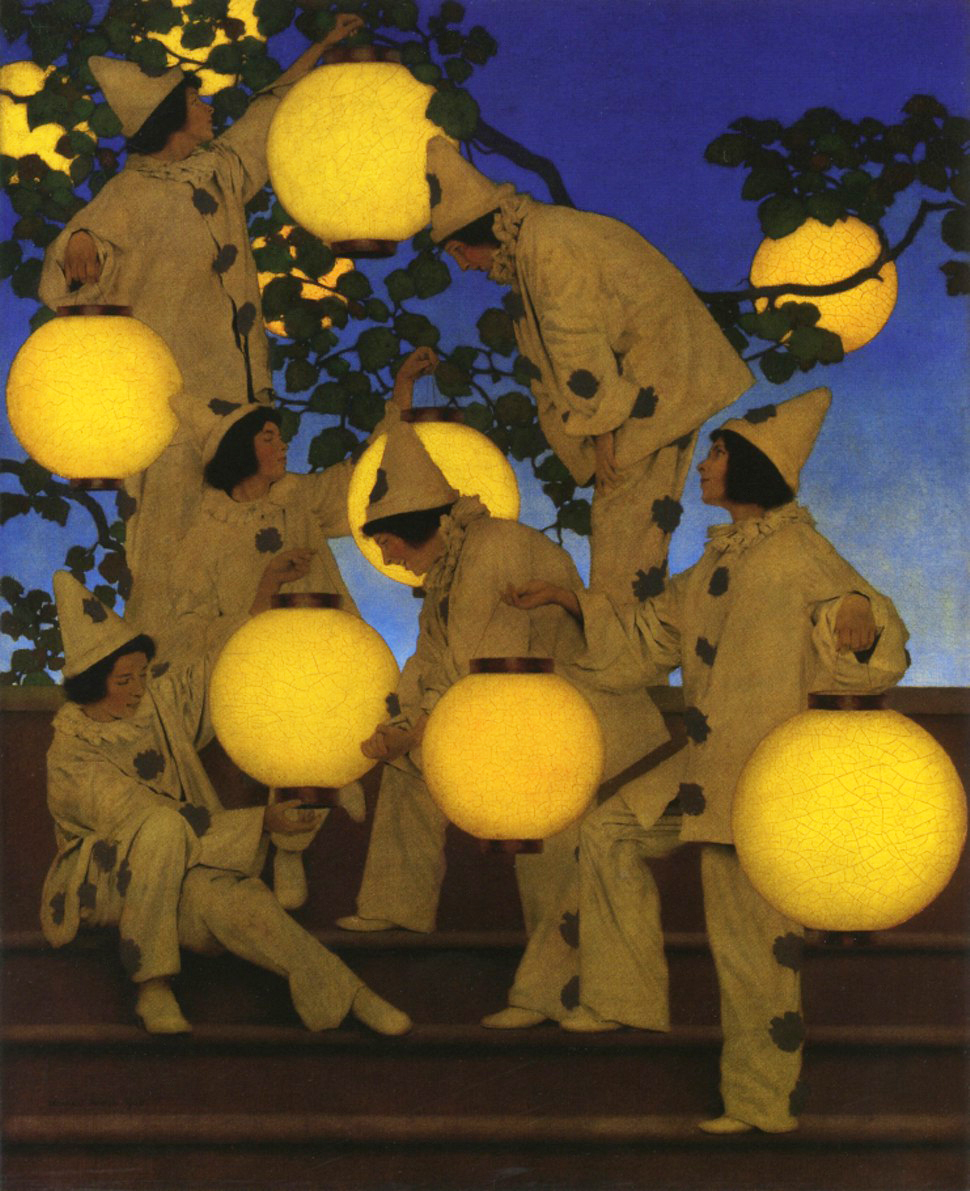
Maxfield Parrish, De lantaarndragers, 1908
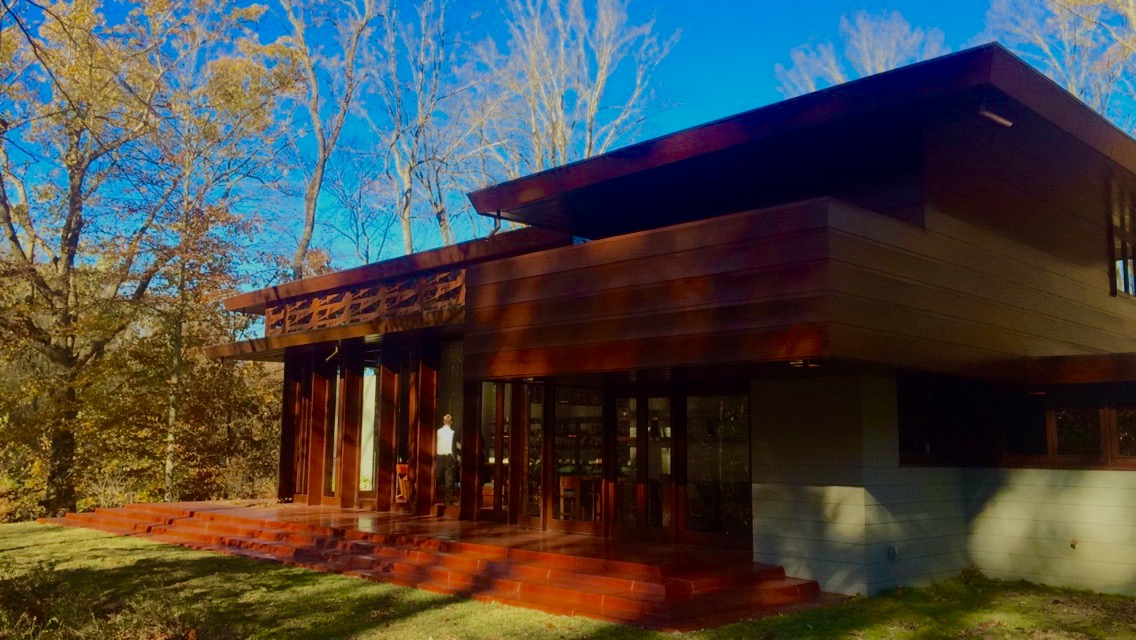
Bachman-Wilson House

### Overige

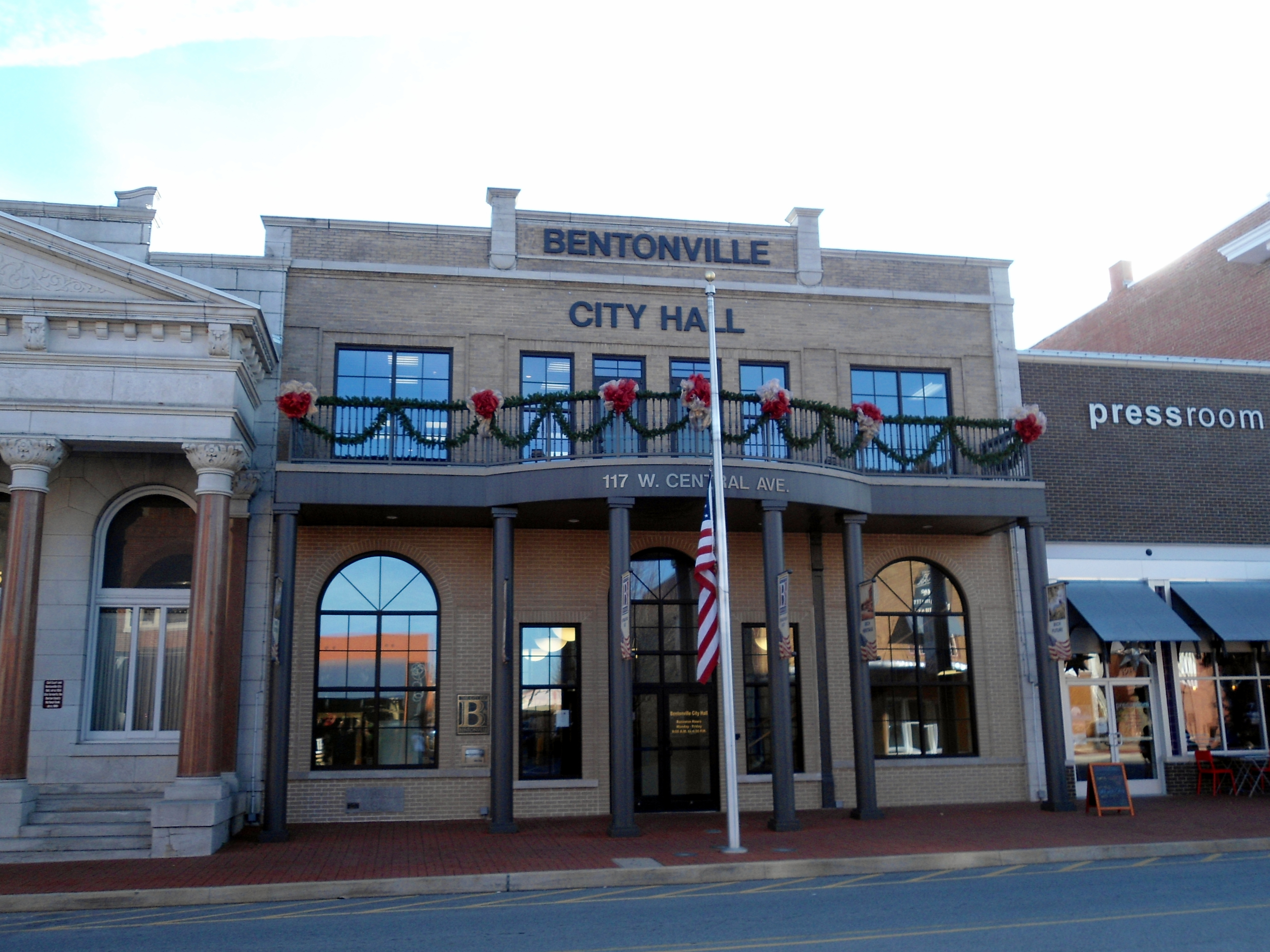
Stadhuis
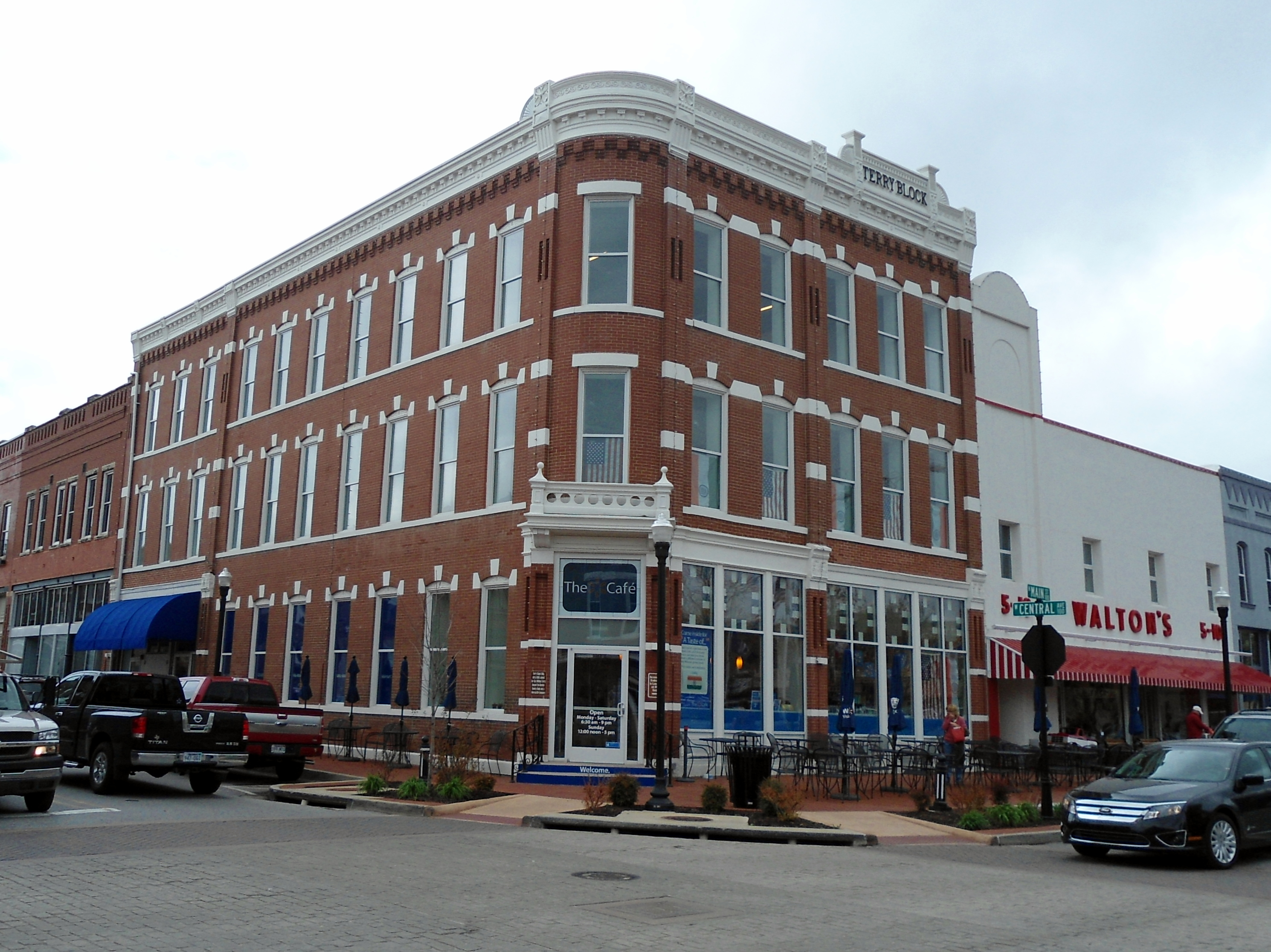
Huizenblok uit 1888 met het Walmart-bedrijfsmuseum en de snackbar, die het begin was van het Walmart-concern
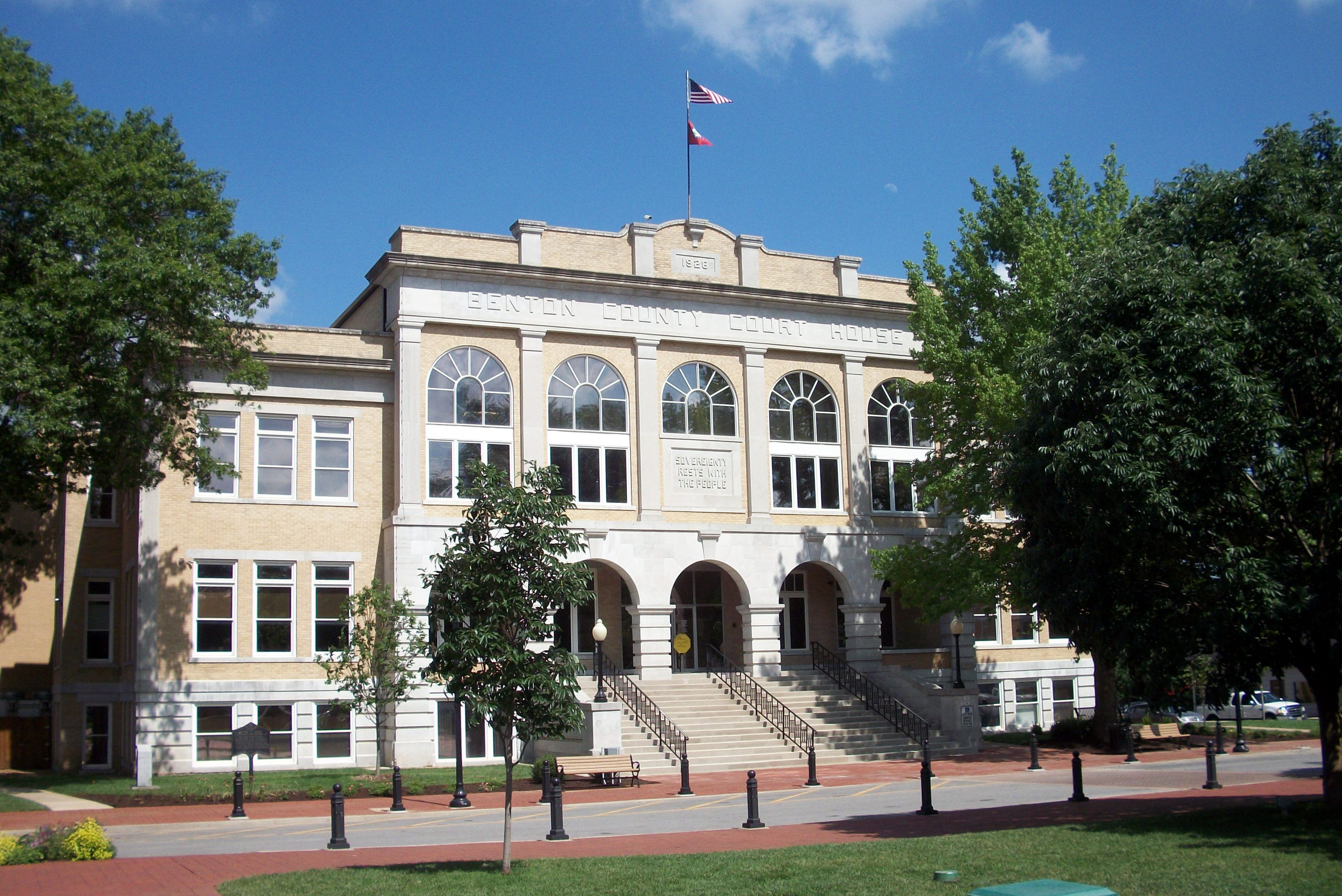
Gerechtsgebouw

## Geboren
- Asa Hutchinson (1950), gouverneur van Arkansas